# 旋律 (2023年电影)

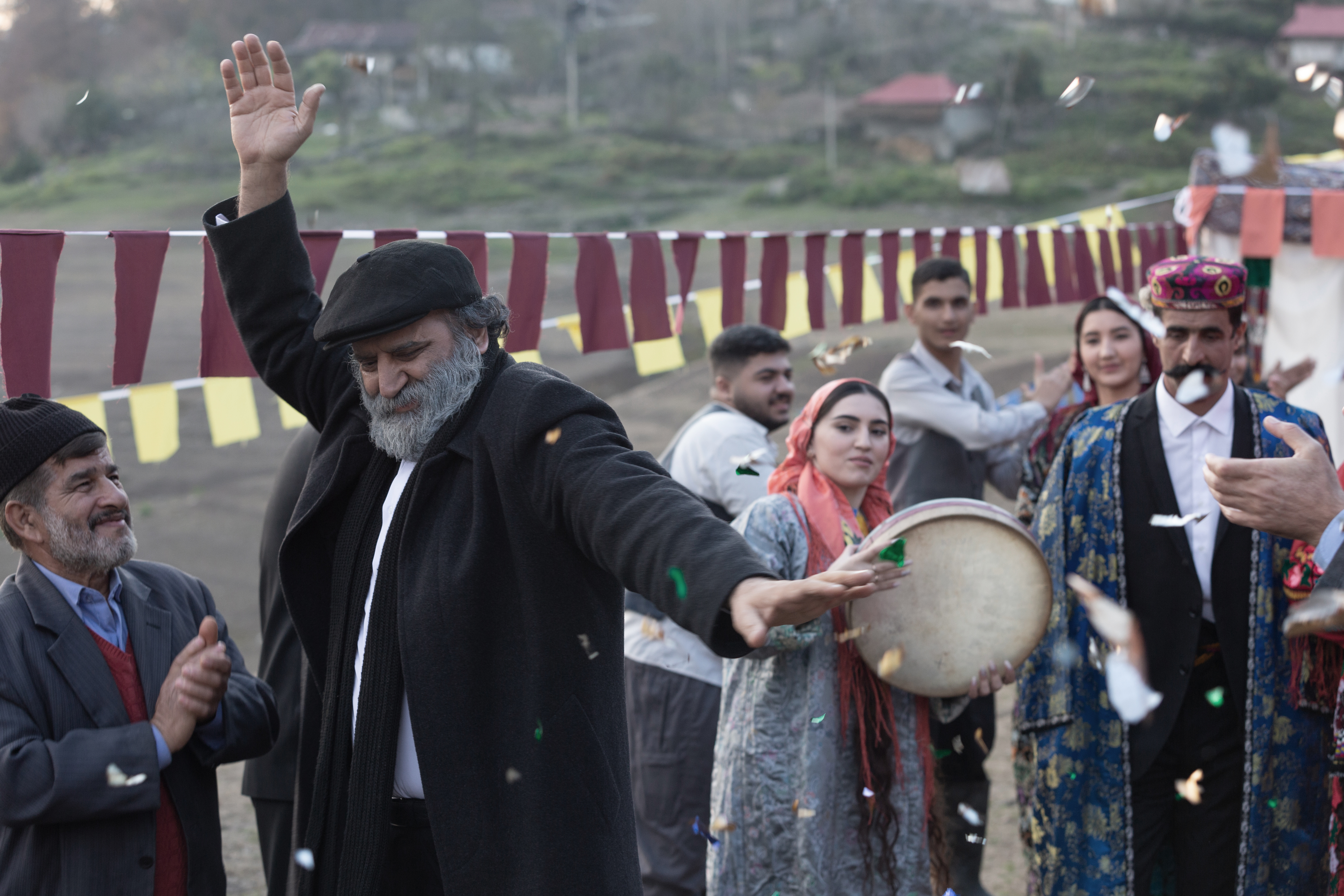
Dance scene

《旋律》 （波斯语：Майн）是一部 2023 年上映的塔吉克-伊朗悬疑剧情电影，由 Behrouz Sebt Rasoul 编剧、导演、制作和剪辑。 音乐老师梅洛迪想用 30 只鸟的声音为抗击癌症的孩子们创作一首衷心的作品。 该片被塔吉克斯坦选为第 96 届奥斯卡金像奖最佳国际故事片奖。 电影《旋律》入选 第 54 届印度国际电影节，并将在世界电影节进行首次国际放映。电影《旋律》入围第21届 金奈国际电影节|金奈电影节，将于12月14日至21日上映。电影《旋律》入选2024年2月29日至3月3日第24届Keswick （页面存档备份，存于）英国电影节竞赛单元。电影《旋律》入围2024年第42届伊朗晨曦国际电影。
电影《旋律》入围西班牙马德里第 21 届 ImagineIndia （页面存档备份，存于） 国际电影节。

## 概要
在儿童癌症中心，梅洛迪向 30 名儿童教授音乐。他想用 30 种不同鸟类的声音创作一首音乐。任务很简单，但当他们只找到 20 只鸟时，旋律在哑巴管家芒果的陪伴下，将踏上一位老歌手的道路，他知道其余被猎杀的鸟在哪里。 

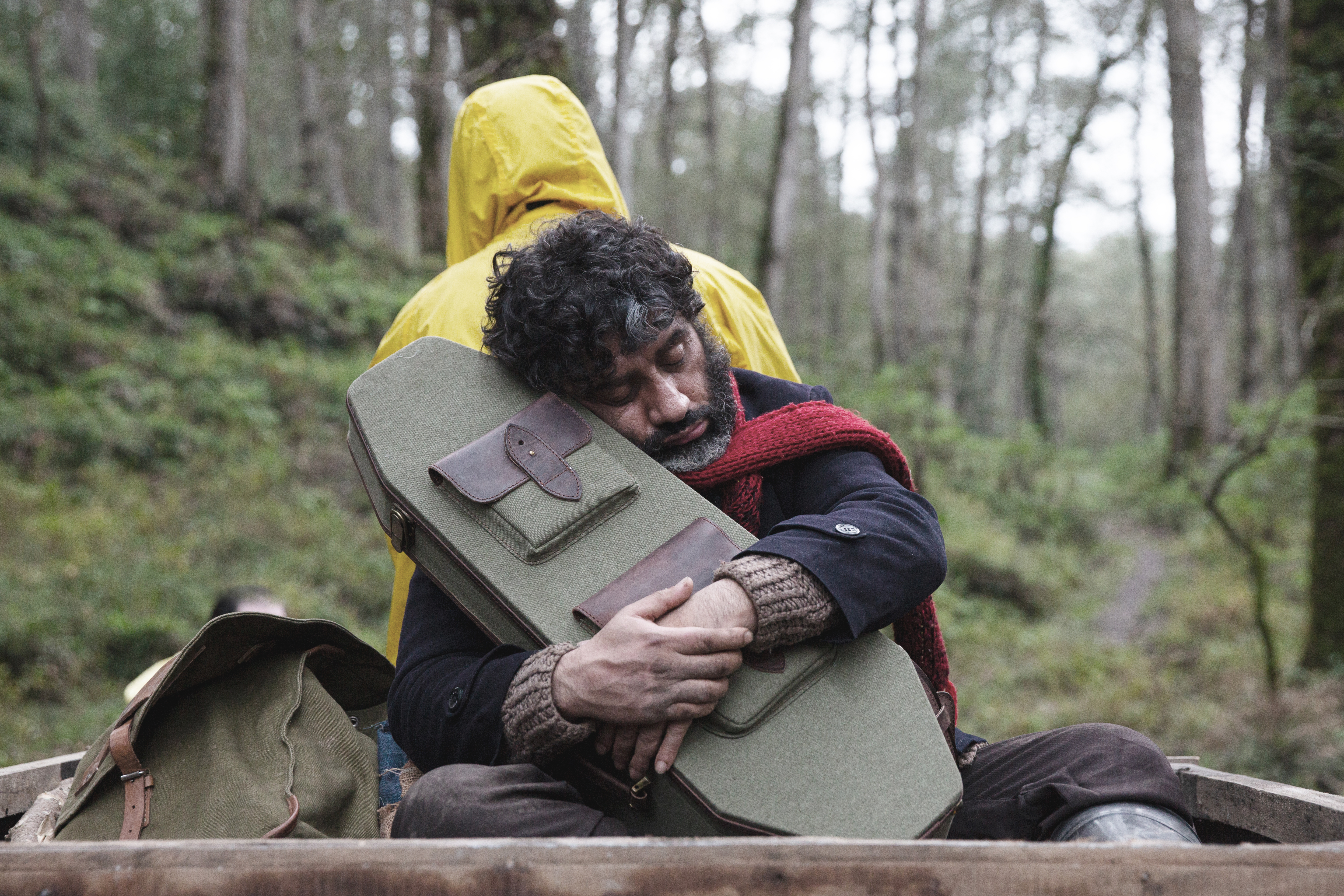
A scene from "Mango" in the movie Melody

## 投掷

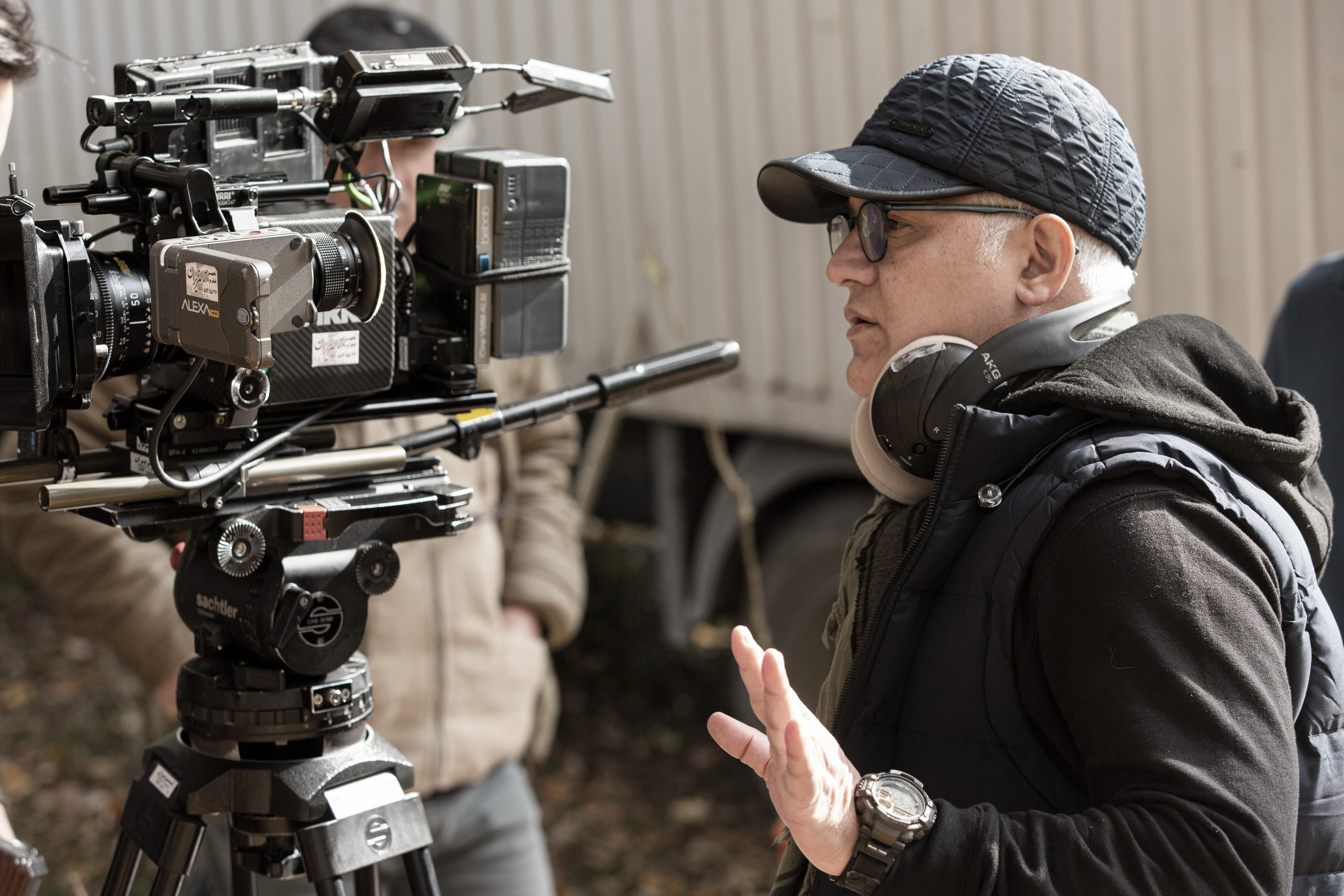
Director & Producer

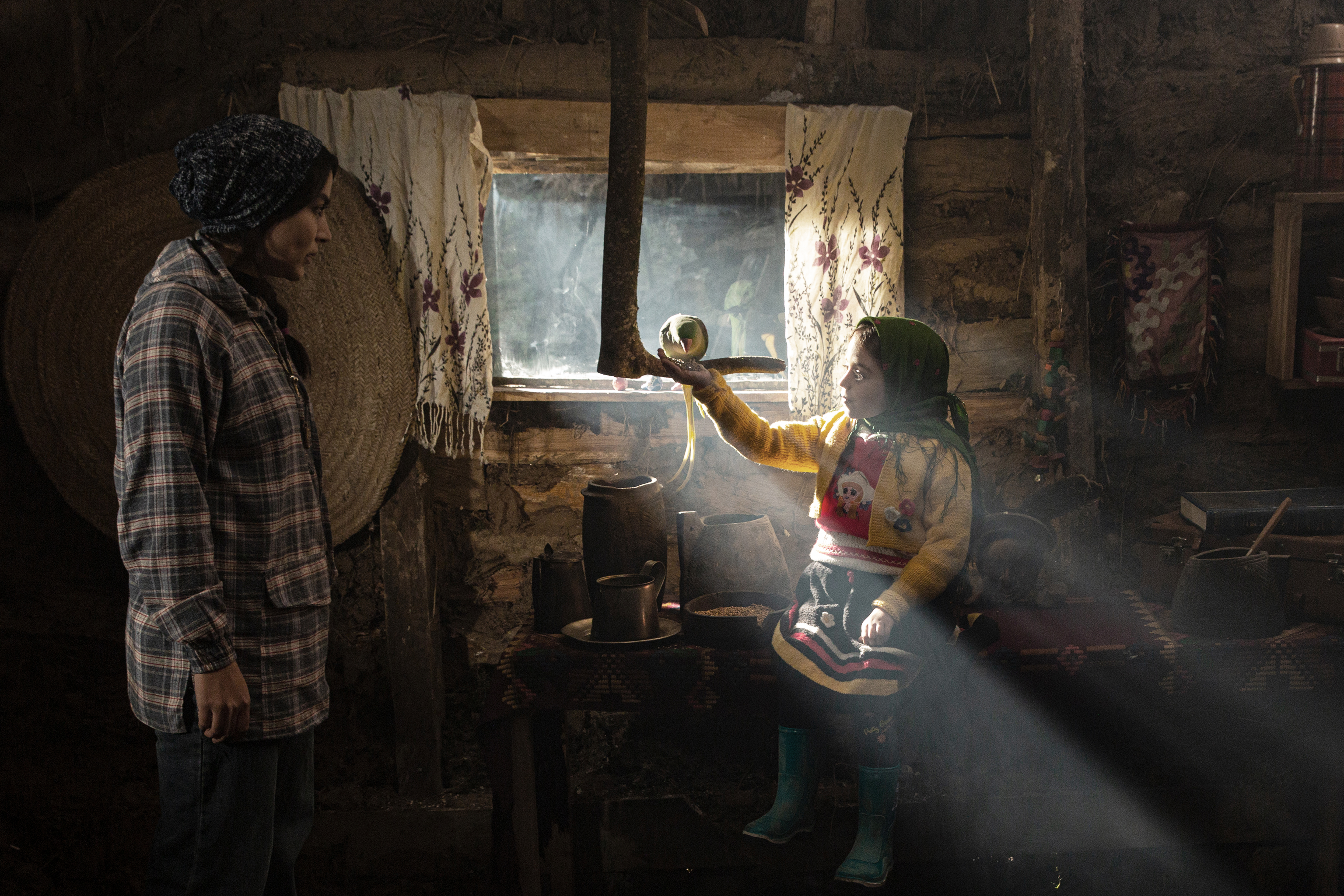
A scene of feeding a parrot in Melody movie

参与本片的演员有： 
- 迪曼·赞迪饰 Melody
- Alireza Ostadi 饰 老歌手
- 梅格达德·伊斯拉米饰 Mango
- 萨法尔·哈卡多夫 饰 Groom 的父亲
- 祖尔菲娅·萨迪科娃 饰 新郎的母亲

## 全体人员
| 全体人员   | 姓名                     |
| ---------- | ------------------------ |
| 摄影指导   | Ali-Mohammad Ghasemi     |
| 录音师     | Jafar Alian Nasab        |
| 产品经理   | Mojtaba Noormohammadi    |
| 助理指导   | Rahman Mohammadi         |
| 布景设计师 | Payam Hossein Souri      |
| 定制设计   | Mojgan Eyvazi            |
| 彩妆大师   | Mohammad Zoghi Taleghani |
| 助理制片人 | Shahram Vosough Hejazi   |
| 摄影师     | Esrafil ghasemi          |
| 声音设计师 | Mahmoudreza Mousavinejad |
| 乙醇化     | Saman Majd Vafaei        |